# 7 Rings
7 Rings è un singolo della cantante statunitense Ariana Grande, pubblicato il 18 gennaio 2019 come secondo estratto dal quinto album in studio Thank U, Next.

## Antefatti
Ariana Grande ha anticipato la traccia nel video musicale di Thank U, Next, in cui i primi secondi dello strumentale sono usati nella sequenza di apertura, e la targa della macchina che guida recita 7 Rings. Il giorno dopo l'uscita del video, Ariana Grande ha confermato l'esistenza di 7 Rings e ha rivelato il momento che lo ha ispirata su Twitter:
La cantante descrive la canzone come "un inno all'amicizia", in seguito pubblicando le illustrazioni del singolo su Instagram insieme alla data di uscita, il 18 gennaio.

## Descrizione
Il brano è stato scritto e composto dalla stessa cantante in collaborazione con Kimberly Krysiuk, Njomza Vitia, Tayla Parx, Victoria Monét, Charles Anderson, Michael Foster e Tommy Brown, questi ultimi tre anche produttori; esso si basa prevalentemente sulla melodia del brano del 1959 My Favorite Things, scritto da Oscar Hammerstein II e Richard Rodgers e comparsa nel musical The Sound of Music (Tutti insieme appassionatamente). A marzo 2019, la Imagem/Concord Bicycle Music, proprietaria dei diritti editoriali di Rodgers e Hammerstein, ha ottenuto il 90% dei diritti d'autore della canzone. La canzone interpola anche Gimme the Loot di The Notorious B.I.G. nel bridge.
7 Rings è una canzone trap-pop e R&B che ha una durata di 2 minuti e 58 secondi. È scritta in chiave di Do# minore nel tempo comune con un tempo di 70 battiti al minuto. in alcuni segmenti, la voce della cantante copre le note dal Sol#3 al Do#5. Presenta un basso pesante e vede Ariana Grande discutere di "come il successo globale le abbia permesso di godersi le cose migliori". La rivista Billboard ha notato che è "la canzone più hip-hop che Ariana Grande abbia mai pubblicato nell'era post-Sweetener, con Ariana che ha quasi rappato i versi della canzone".
Ariana Grande ha descritto la canzone come un'evoluzione del precedente singolo Thank U, Next, mentre abbracciava un nuovo capitolo. Il singolo si apre su come la sua rottura con Pete Davidson l'abbia portata a "trattare i suoi amici".

## Accoglienza
Il brano ha avuto sia recensioni positive che negative. Brittany Spanos di Rolling Stone ha accolto positivamente il singolo, definendolo "pericolosamente divertente". Markos Papadatos del Digital Journal ha elogiato la voce di Ariana Grande, definendola "liscia e cristallina con un'atmosfera rétro" e aggiungendo che la cantante mostra "coerenza con i suoi altri singoli radiofonici" e che "ogni sua canzone si distingue sia per la musica che per il testo".
Jamieson Cox di Pitchfork ha definito la canzone "una delusione, considerando tutta l'anticipazione", aggiungendo che è musicalmente "molto lontano dall'innocenza di Sweetener". Spencer Kornhaber di The Atlantic non ha apprezzato il modo "caricaturale ed emulativo" in cui viene utilizzato uno stile musicale tipico delle persone di colore nella canzone, affermando che "sta indossando una cultura non sua come se fosse uno scherzo".

## Controversie
Ariana Grande è stata accusata dalla rapper statunitense Princess Nokia di aver plagiato il suo brano Mine. Tuttavia, dopo aver ricevuto forti reazioni negative, ha eliminato il video dove l'accusava. Anche i rapper statunitensi Soulja Boy e 2 Chainz hanno accusato la cantante di aver plagiato rispettivamente i brani Pretty Boy Swag e Spend It. 2 Chainz ha inoltre accusato Grande di aver rubato la sua estetica "pink trap", ma in seguito ha collaborato con la cantante al remix di 7 Rings, uscito il 1º febbraio, e al suo singolo Rule the World.

## Video musicale

### Panoramica e accoglienza
Ariana Grande ha condiviso l'anteprima del video musicale il 14 gennaio 2019. Il video stesso è stato presentato in anteprima il 18 gennaio 2019 sul suo canale YouTube. Il video musicale è stato diretto da Hannah Lux Davis, che è anche stata regista dei video per precedenti singoli di Grande Breathin e Thank U, Next.
La rivista Billboard ha definito il video, in cui domina il colore rosa, "impertinente", mentre Ariana Grande e le sue amiche si sfilano i loro anelli di diamanti ad una lussuosa festa in una "dimora decorata con diamanti, graffiti e una torre di champagne". Il Digital Journal gli ha assegnato un punteggio A, definendolo "distinto", "notevole", "creativo e artistico". Il video ha totalizzato 23,6 milioni di visualizzazioni nelle sue prime 24 ore.

### Sinossi
Il video si apre con una scena all'esterno di una casa con suoni di sirene della polizia ed elicotteri di sottofondo, mentre viene mostrata Ariana Grande in compagnia di altre ragazze che posano su delle auto e si accarezzano. Successivamente viene mostrato il titolo 7 Rings (anche stilizzato in lingua giapponese come 七つのリング). Mentre la musica inizia, la scena si sposta sulla cantante, che si trova in una cucina illuminata da luci a neon rosa. Viene quindi mostrata una festa in cui si esibiscono ballerini e la cantante, dove i partecipanti ballano e bevono vino. La scena successiva raffigura Ariana Grande di fronte a una torre di bicchieri di plastica riempiti d'acqua; la cantante versa quindi una bottiglia di vino sopra di essi. La scena successiva mostra Ariana Grande sdraiata sulla scala con una coda di cavallo ispirata a Raperonzolo. Il video continua con la cantante che versa una bottiglia di vino sulla torre di tazze che finiscono per cadere, e poi con una scena girata in una casa delle bambole, per finire con la cantante si sposta in una stanza illuminata da luci verdi ispirate alla scenografia del musical Wicked. Le scene finali rappresentano Ariana Grande all'esterno della casa con tutti i suoi amici e ballerini, incluso il suo cane Toulouse.

## Riconoscimenti
- MTV Video Music Awards[53]
  - 2019 – Miglior direzione artistica
  - 2019 – Candidatura Miglior montaggio
  - 2019 – Candidatura Miglior scenografia
  - 2019 – Candidatura Miglior inno di potere

- Teen Choice Awards[54]
  - 2019 – Candidatura Miglior brano artista femminile

## Tracce
Testi e musiche di Ariana Grande, Victoria Monét, Tayla Parx, Njomza Vitia, Kimberly Krysiuk, Tommy Brown, Michael Foster, Charles Anderson, Richard Rodgers e Oscar Hammerstein II.
Download digitale
1. 7 Rings – 2:58

Download digitale – Remix
1. 7 Rings (Remix) (feat. 2 Chainz) – 2:58

7" (Stati Uniti), MC (Stati Uniti)
- Lato A

1. 7 Rings (Explicit) – 2:58

- Lato B

1. 7 Rings (Edited) – 2:58

## Formazione
Musicisti
- Ariana Grande – voce
- Tommy Brown – programmazione
- Charles Anderson – programmazione
- Michael Foster – programmazione
- Victoria Monét – cori
- Tayla Parx – cori

Produzione
- Tommy Brown – produzione
- Charles Anderson – produzione
- Michael Foster – produzione
- Ariana Grande – produzione parti vocali
- Victoria Monét – produzione parti vocali
- Brendan Morawski – registrazione
- Billy Hickey – registrazione
- Sean Kline – assistenza tecnica
- Șerban Ghenea – missaggio
- John Hanes – assistenza al missaggio
- Randy Merrill – mastering

## Successo commerciale

### Stati Uniti d'America
Negli Stati Uniti d'America, 7 Rings ha debuttato alla vetta della Billboard Hot 100, diventando la seconda numero uno della cantante dopo Thank U, Next. Il singolo ha accumulato nella prima settimana 96 000 vendite digitali, 85,3 milioni di riproduzioni in streaming e un'audience radiofonica di 27,5 milioni di ascoltatori, entrando in vetta anche alla classifica digitale e a quella riguardante lo streaming. Grazie a 7 Rings e al suo precedente singolo, il suo album di provenienza Thank U, Next è stato il terzo ad aver contenuto ben due canzoni che hanno debuttato al primo posto, dopo Scorpion di Drake del 2018 e Daydream di Mariah Carey del 1995. La canzone ha reso Ariana Grande la terza artista femminile con molteplici debutti in prima posizione, dopo Britney Spears e Mariah Carey, e in generale la quinta dopo Justin Bieber e Drake. Nella sua quarta settimana, il singolo ha mantenuto la prima posizione, mentre le sue stesse Break Up with Your Girlfriend, I'm Bored e Thank U, Next erano rispettivamente seconda e terza. Con tre brani alle prime tre posizioni, Ariana Grande è diventata la prima artista ad occupare interamente la top 3 dai Beatles nel 1967. 7 Rings è rimasta al primo posto per otto settimane non consecutive; a metà aprile è stata sostituita da Old Town Road di Lil Nas X ed è scesa al terzo posto.

### Europa e Australia
7 Rings ha debuttato in vetta della classifica britannica con 126 000 copie vendute in una settimana, di cui 15 000 download digitali e 16,9 milioni di riproduzioni streaming. Si tratta della miglior settimana di debutto per la cantante nella classifica, sorpassando le 113 000 copie vendute da Problem nel 2014. 7 Rings ha segnato anche la miglior settimana di streaming nella storia della classifica ed è il quarto singolo di Ariana Grande a raggiungere il primo posto nella nazione. Nella settimana del 21 febbraio, è stato rimpiazzato in cima da Break Up with Your Girlfriend, I'm Bored, rendendo Ariana Grande la seconda artista femminile ad occupare le prime due posizioni dopo Madonna e la prima a sostituirsi in vetta. La settimana seguente è ritornata al primo posto, sostituendo se stessa nuovamente e diventando così la prima artista a sostituirsi in vetta per due settimane consecutive.
Il singolo ha debuttato direttamente al primo posto anche nella classifica irlandese registrando 1,67 milioni di riproduzioni streaming e conquistando il record per il maggior numero di riproduzioni in una settimana, precedentemente detenuto da Ed Sheeran.
In Italia, 7 Rings ha raggiunto la quinta posizione, rimanendo in classifica per diciotto settimane.
Nella classifica australiana ha fatto il suo ingresso alla cima, diventando la terza numero uno di Ariana Grande nella ARIA Singles Chart.

## Classifiche

### Classifiche settimanali
| Classifica (2019-21) | Posizione massima |
| -------------------- | ----------------- |
| Argentina            | 24                |
| Australia            | 1                 |
| Austria              | 2                 |
| Belgio (Fiandre)     | 4                 |
| Belgio (Vallonia)    | 6                 |
| Brasile              | 10                |
| Bulgaria             | 3                 |
| Canada               | 1                 |
| Colombia             | 18                |
| Corea del Sud        | 26                |
| Croazia              | 7                 |
| Danimarca            | 2                 |
| Estonia              | 1                 |
| Finlandia            | 1                 |
| Francia              | 2                 |
| Germania             | 4                 |
| Grecia               | 1                 |
| Irlanda              | 1                 |
| Islanda              | 1                 |
| Italia               | 5                 |
| Lettonia             | 1                 |
| Libano               | 6                 |
| Lituania             | 1                 |
| Lussemburgo          | 7                 |
| Malaysia             | 1                 |
| Norvegia             | 1                 |
| Nuova Zelanda        | 1                 |
| Paesi Bassi          | 4                 |
| Perù                 | 196               |
| Portogallo           | 1                 |
| Regno Unito          | 1                 |
| Repubblica Ceca      | 1                 |
| Romania              | 5                 |
| Russia               | 7                 |
| Singapore            | 1                 |
| Slovacchia           | 1                 |
| Spagna               | 5                 |
| Stati Uniti          | 1                 |
| Svezia               | 1                 |
| Svizzera             | 1                 |
| Ucraina              | 139               |
| Ungheria             | 1                 |

### Classifiche di fine anno
| Classifica (2019) | Posizione |
| ----------------- | --------- |
| Australia         | 10        |
| Austria           | 40        |
| Belgio (Fiandre)  | 39        |
| Belgio (Vallonia) | 20        |
| Canada            | 7         |
| Corea del Sud     | 69        |
| Danimarca         | 24        |
| Estonia           | 7         |
| Finlandia         | 8         |
| Francia           | 22        |
| Germania          | 41        |
| Irlanda           | 9         |
| Islanda           | 16        |
| Italia            | 80        |
| Lettonia          | 7         |
| Malaysia          | 6         |
| Norvegia          | 22        |
| Nuova Zelanda     | 11        |
| Paesi Bassi       | 44        |
| Portogallo        | 12        |
| Regno Unito       | 16        |
| Russia            | 24        |
| Singapore         | 7         |
| Spagna            | 53        |
| Stati Uniti       | 7         |
| Svezia            | 35        |
| Svizzera          | 19        |
| Ungheria          | 10        |
| Classifica (2020) | Posizione |
| Portogallo        | 186       |

### Classifiche di fine decennio
| Classifica (2010-19) | Posizione |
| -------------------- | --------- |
| Stati Uniti          | 69        |